# Liptena liberiana
Liptena liberiana är en fjärilsart som beskrevs av Henry Stempffer 1974. Liptena liberiana ingår i släktet Liptena och familjen juvelvingar. Inga underarter finns listade i Catalogue of Life.